# Regionaler Naturpark Monts d’Ardèche

Logo des Naturparks

Der Regionale Naturpark Monts d’Ardèche (französisch Parc naturel régional des Monts d’Ardèche) liegt in den beiden südfranzösischen Départements Ardèche und Haute-Loire in der Region Auvergne-Rhône-Alpes.

## Geschichte und Daten
Die Geschichte des Parks geht zurück auf eine Initiative von Edelkastanienbesitzern aus dem Jahr 1992. Der im Jahr 2001 eingeweihte und im Jahr 2014 erweiterte Naturpark umfasst eine Fläche von rund 2280 km². In ihm befinden sich 145 Gemeinden (communes) mit insgesamt etwa 75.000 Einwohnern; sechs am Rande des Parks liegende Städte sind als Zugangsorte assoziiert. Es sind dies:
- Aubenas
- Privas
- Lamastre
- Saint-Agrève
- Vernoux-en-Vivarais
- Les Vans

Die Parkverwaltung hat ihren Sitz im Schloss Rochemure in Jaujac (44° 38′ N, 4° 16′ O).
Der Naturpark wird seit 2014 von der UNESCO unter dem Markennamen Geopark Monts d’Ardèche als UNESCO Global Geopark ausgezeichnet. Diese Bezeichnung steht für die große geologische Bedeutung eines Territoriums und trägt zur touristischen und wirtschaftlichen Entwicklung des Gebietes unter Beachtung der erforderlichen Nachhaltigkeit bei.

## Landschaften
Das Gebiet des waldreichen Naturparks liegt am Ostrand des Zentralmassivs und umfasst eine vielfältige, reich gegliederte Landschaft in einer Höhenlage von 170 bis 1753 m ü. d. M. Größere Flüsse und Bäche sowie andere Oberflächengewässer sind wegen des vorherrschenden Kalksteinuntergrunds selten – der Fluss Ardèche und ihr nur etwa 20 km langer Nebenfluss Fontolière teilen ihn etwa in der Mitte; die Loire entspringt am Mont Gerbier-de-Jonc.

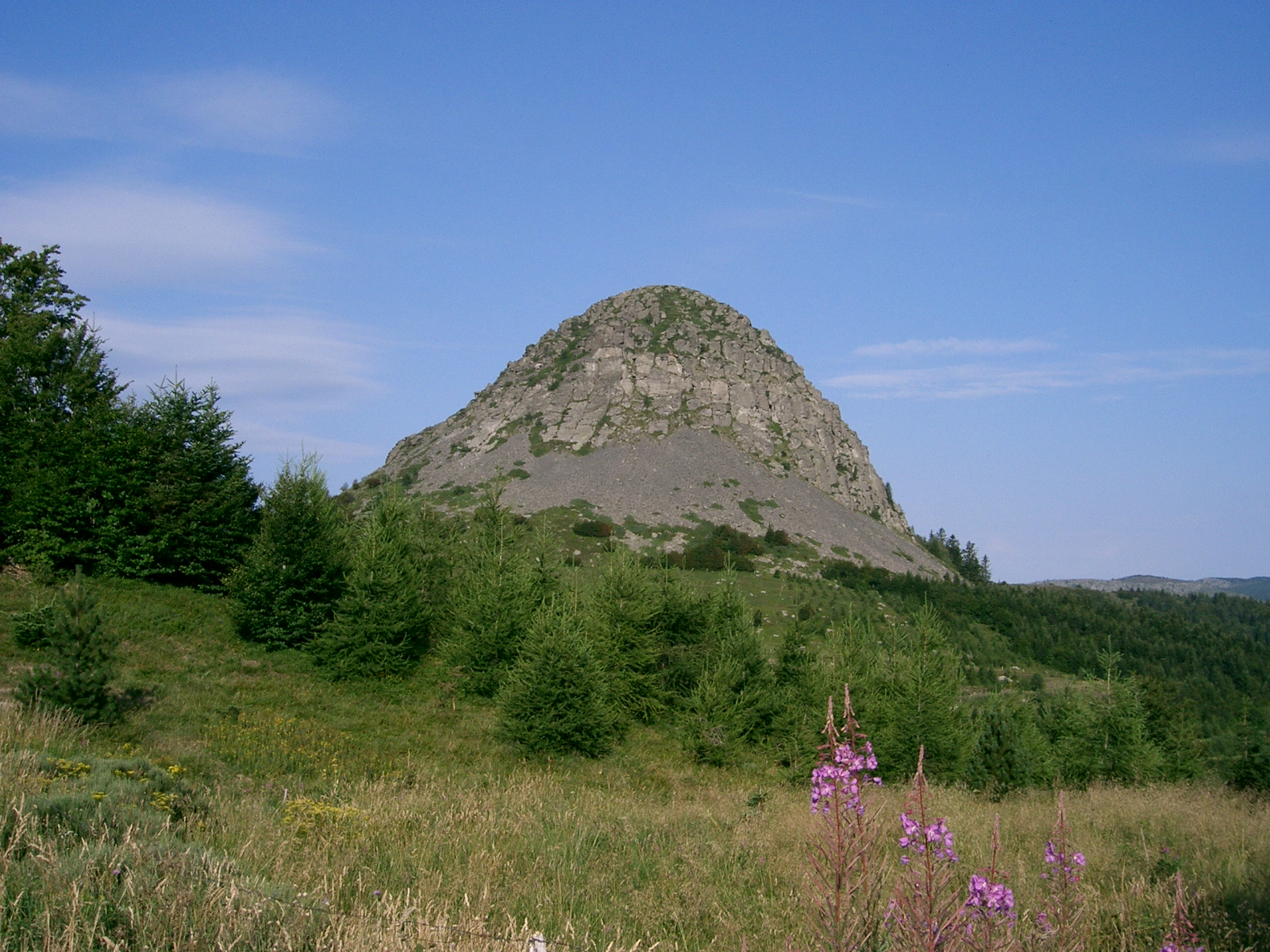
Mont Gerbier-de-Jonc (1551 m)
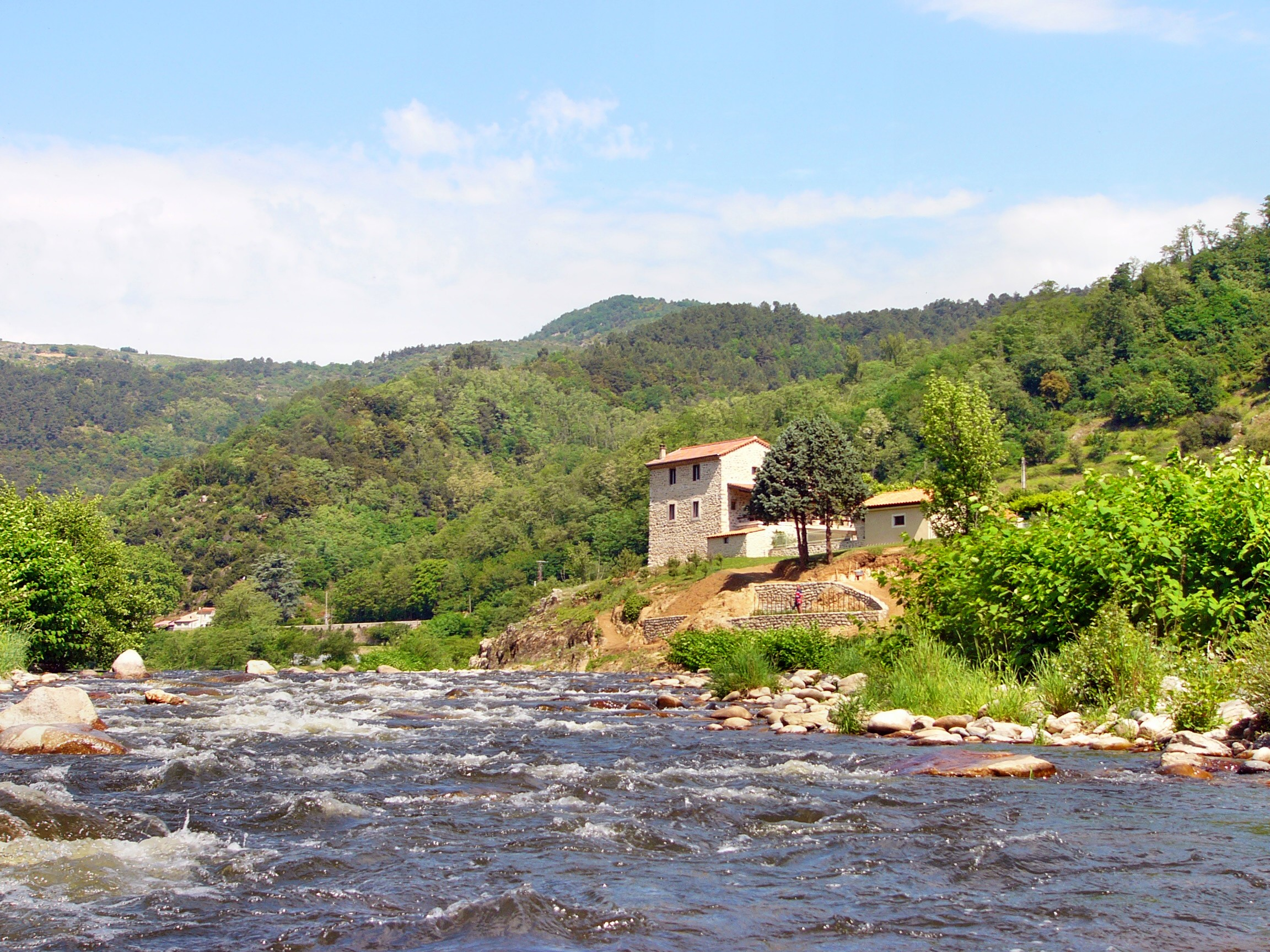
Fluss Eyrieux bei Saint-Fortunat-sur-Eyrieux
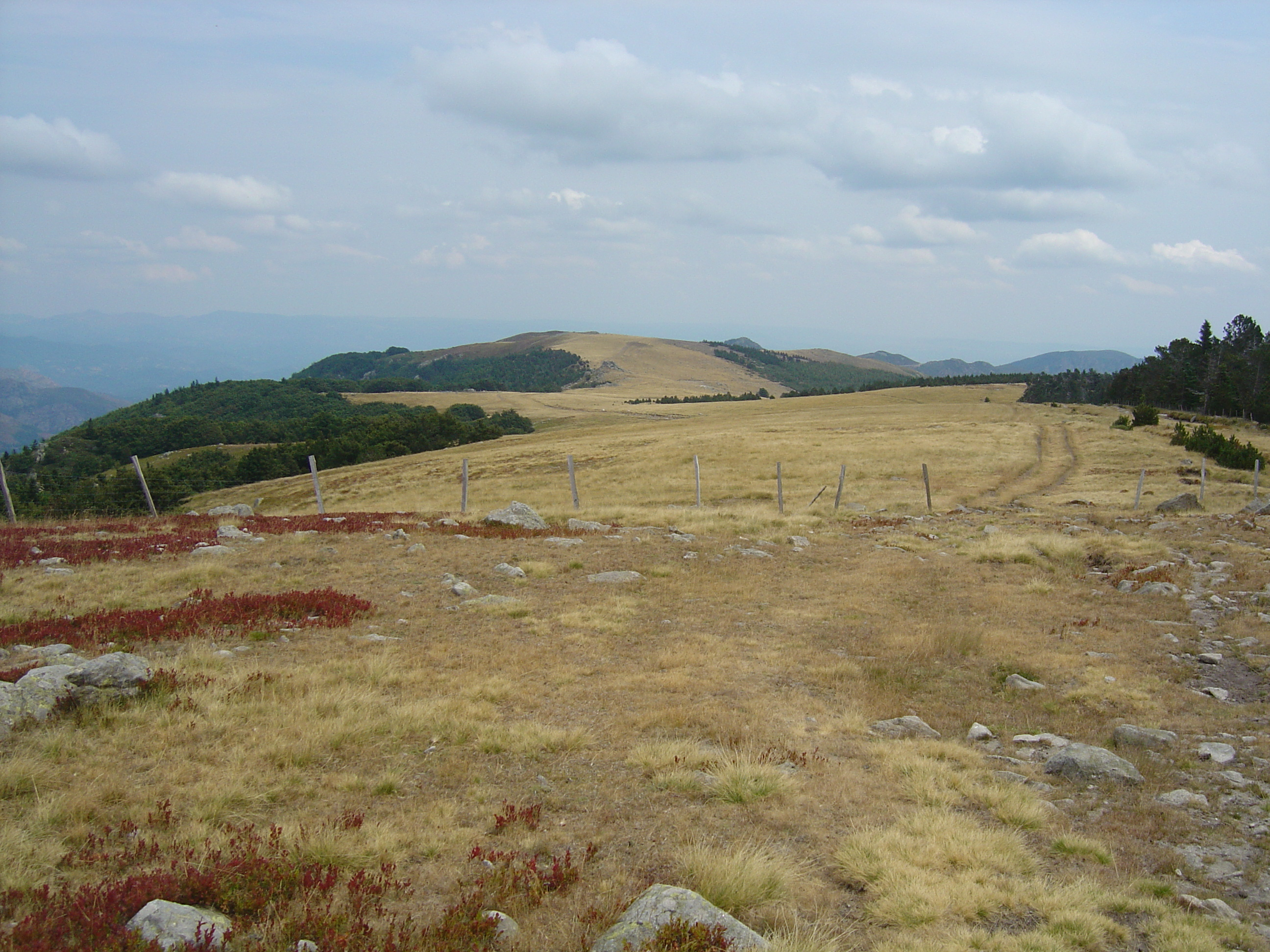
Rücken des Tanargue-Massivs (1511 m)
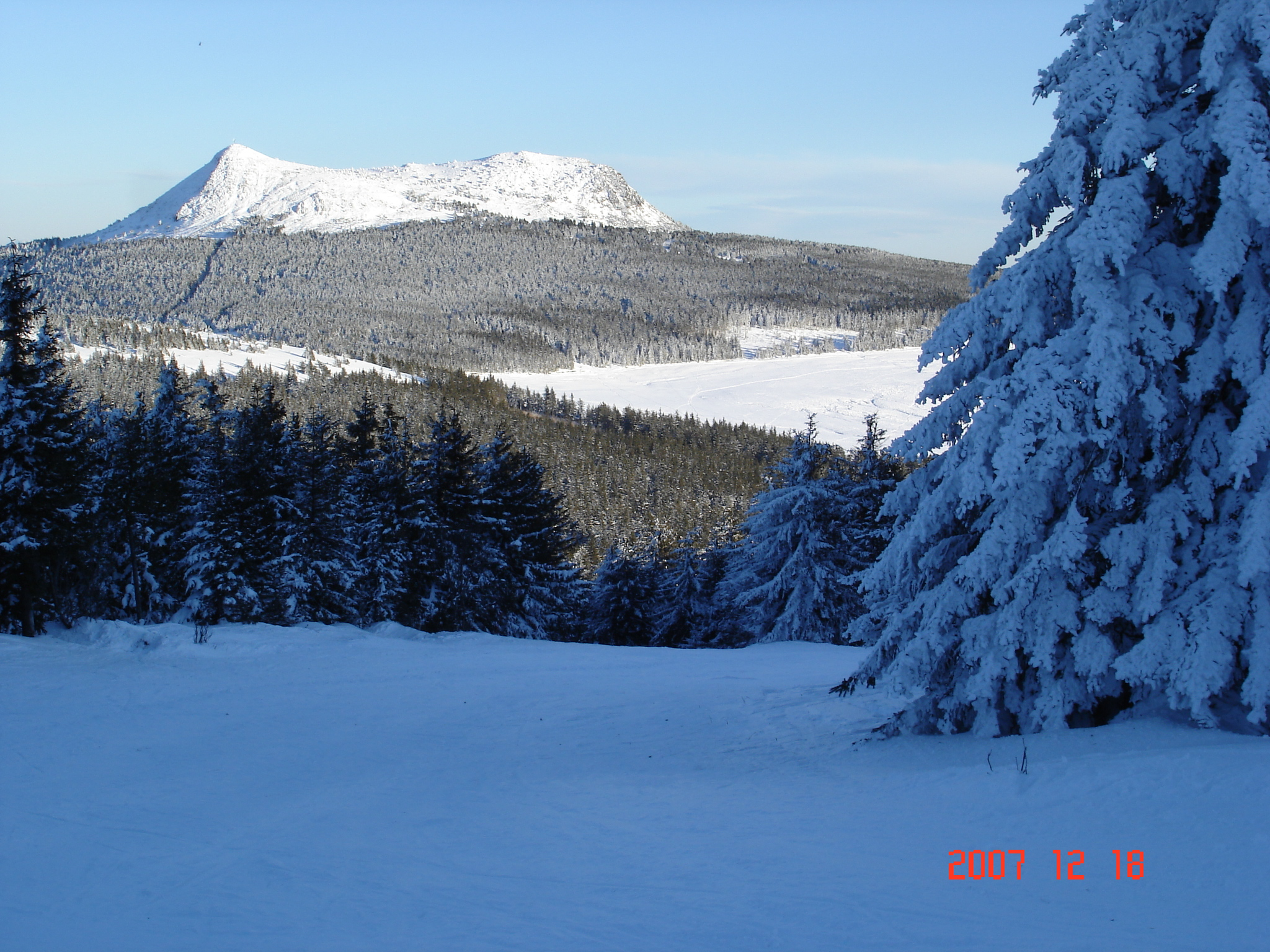
Mont Mézenc (1783 m) im Winter
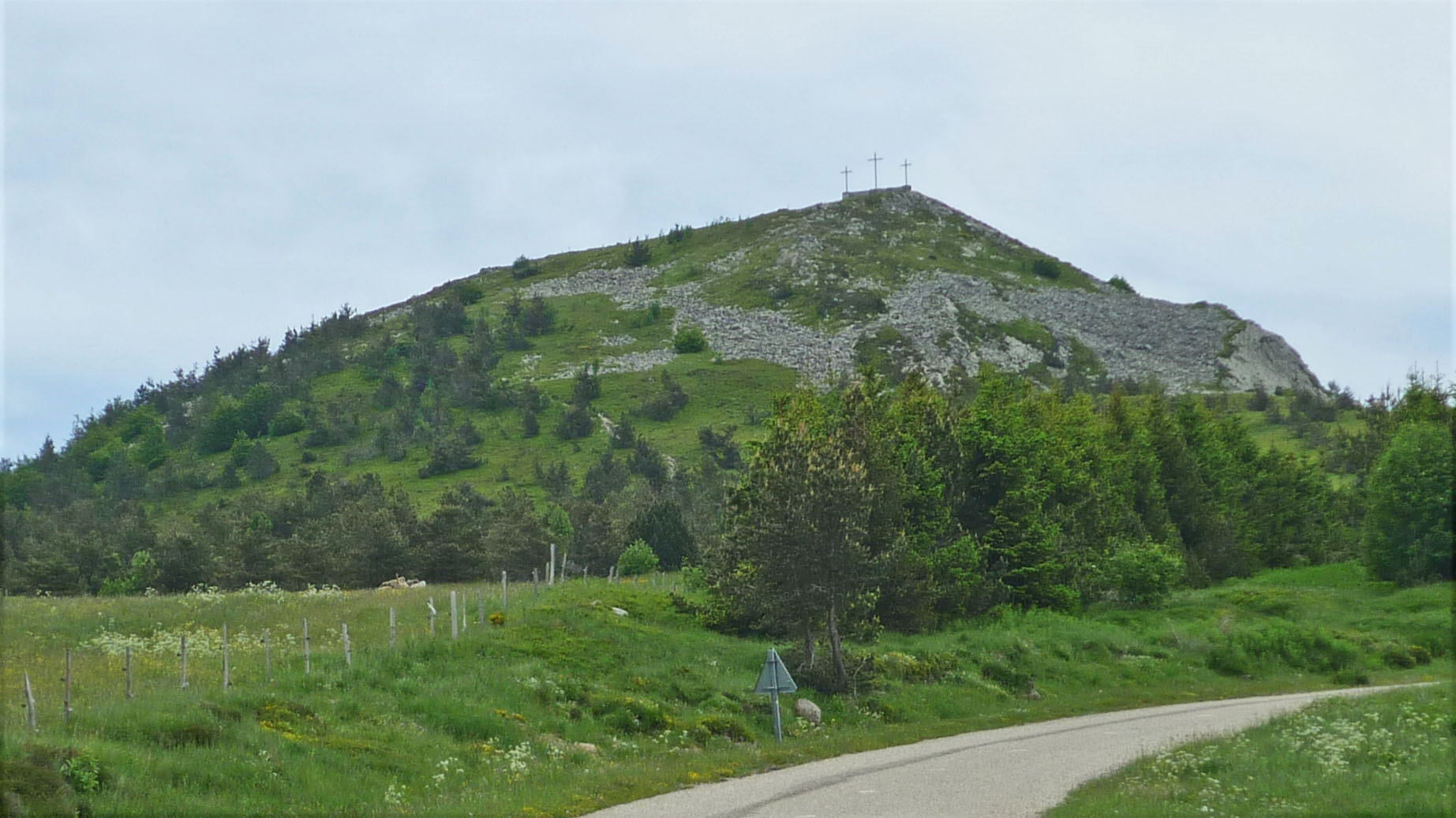
Suc de Montivernoux (1441 m)

Die wesentlichen Zonen des Parks sind: 
- Die Boutières

Im Norden liegt zwischen Saint-Agrève und Privas das Gebiet der Boutières. Das Territorium liegt im Einzugsgebiet des Eyrieux und seiner Nebenflüsse und ist von steilen Abhängen geprägt. Mit Hilfe künstlich angelegter Terrassen wird hier seit Generationen das Schwergewicht der landwirtschaftlichen Produktion auf die Erzeugung von Edelkastanien ausgerichtet. Die Steinmauern, mit denen bereits seit Generationen die Terrassen errichtet und instand gehalten werden, prägen nachhaltig das Landschaftsbild.
- Das Plateau von Vernoux

Im Nordosten befindet sich das Plateau von Vernoux mit seinem knapp außerhalb des Parks liegenden namengebenden Ort Vernoux-en-Vivarais, das eine richtige Enklave in der Landschaft der Boutières bildet. Mit einer mittleren Höhe von 500 Metern erhebt sich das Plateau über dem Tal des Eyrieux. Das Gebiet besteht aus sanften Hügeln, die mit Wäldern, Weideflächen für Rinder und Kulturen von Edelkastanien bedeckt sind.
- Die Sucs

Im Nordwesten liegt das Gebiet der „Sucs“. Geologisch betrachtet ist diese Landschaft eigentlich eine Verlängerung der Boutières nach Westen. Besonders charakteristisch für die Sucs ist jedoch die deutliche Ausprägung ihres vulkanischen Ursprungs durch eine Aufeinanderfolge von Vulkankegeln, die oft in kleinerer Ausführung des Zuckerhutes auftreten und hier "Suc" genannt werden. Der Mont Mézenc (1753 m), der den höchsten Punkt des Naturparks bildet, der Suc de Taupernas (1609 m), der Suc de Montivernoux (1441 m) und der Mont Gerbier-de-Jonc (1551 m), an dessen Fuß die Loire ihre Quelle hat, sind einige bekannte Beispiele. In dieser noch sehr ursprünglichen Landschaft existiert eine reichhaltige Flora (Wilde Tulpe, Türkenbund) und Fauna (Steinadler, Murmeltiere).
- Die Haute Cévenne

Die im Zentrum liegende Landschaft Haute Cévenne ist eigentlich der nordöstliche Ausläufer des Cevennen-Massivs. Dieses Gebiet wird auch das "Land der jungen Vulkane" genannt, weil sie erst spät, vor etwa 12.000 bis 80.000 Jahren ausgebrochen sind. Auch hier lässt sich noch eine Vielzahl von Geländeformen vulkanischen Ursprungs wie Vulkankegel, Vulkankrater und Maare erkennen. Die Flüsse Bézorgues, Volane und Sandron laufen fächerförmig beim Thermalort Vals-les-Bains zusammen und münden schließlich in die Ardèche, deren Quelle sich unweit vom Col de la Chavade befindet. Auch die Haute Cévenne weist ein stark eingeschnittenes Gelände auf und es wird, ähnlich wie in den Boutières, auf vielerlei Terrassen die Kultur von Edelkastanien betrieben.
- Die Cévenne Méridonale

Im Südwesten liegt das Gebiet Cévenne Méridonale, das vom Typ her einem Mittelgebirge entspricht. Im Norden dieser Landschaft liegt das imposante Tanargue-Massiv mit dem Gipfel Sommet de Mejan (1458 m), im Süden wird es von der Serre de Barre auf einer Höhe von etwa 900 Metern begrenzt. Der Westen verläuft an der Grenze zum benachbarten Département Lozère, wo ein Gewirr steiler Abbrüche das Land lange Zeit unerreichbar gemacht hat. Kleine Dörfer schmiegen sich an die Berghänge, hervorzuheben dabei ist Saint-Laurent-les-Bains, ein kleines Thermalbad. Je weiter man in den südlichen Bereich vordringt, umso mehr ändert sich das Landschaftsbild und gewinnt zusehends ein mediterranes Aussehen. Im Bereich der Stadt Les Vans, ersetzt der Olivenbaum schließlich die Edelkastanie, die Gariden-Flächen werden von Ginster durchsetzt, Granit- und Schieferböden weichen dem Kalkstein, in den der Fluss Chassezac tiefe Schluchten gräbt.
- Das Piémont Cévenol

Im Südosten des Parks befindet sich das Piémont Cévenol, das sich in einem schmalen Streifen zwischen Aubenas und Les Vans erstreckt. Das Piémont Cévenol ist jener Teil des Parks, der die mediterrane Landschaftsform am intensivsten verbreitet. In dem Maße, wie man das Mittelgebirge verlässt, werden die Kastanienpflanzungen auf den Terrassen durch Weinreben ersetzt, rund um die Stadt Les Vans wird bereits ein starker Anbau von Oliven betrieben. Die Flüsse Beaume und Drobie, die Hauptwasserläufe dieses Gebietes, werden von Wildwasser-Sportlern häufig genutzt. Auch die Tierwelt hat hier einige Besonderheiten zu bieten: die Genette, eine wildlebende Kleinfleck-Ginsterkatze, bevorzugt die Nähe des Wassers und der Felsen des Piémont Cévenol. Besonders der Wiedehopf, die mediterrane Grasmücke und die Zikaden sind typische Fauna-Vertreter der Mittelmeerregion.